# Алопеция животных

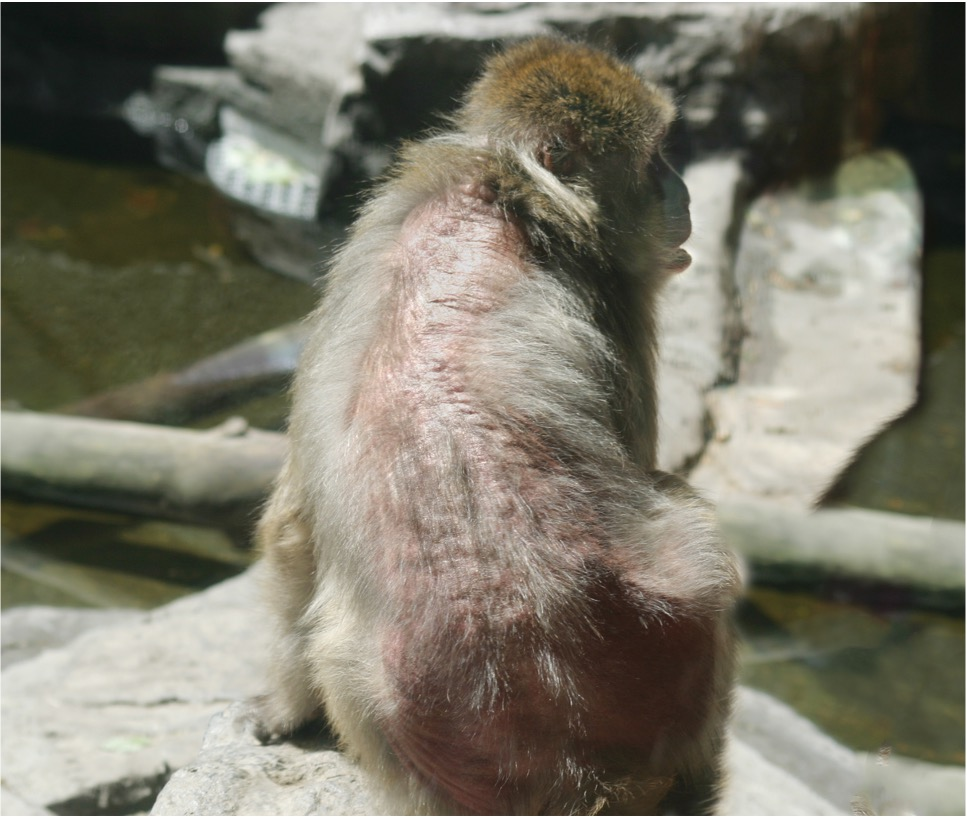
Японская макака (Macaca fuscata) в неволе болеет алопецией

Алопеция у животных — состояние, при котором участки на поверхности тела, обычно покрытые шерстью, содержат участки, на которых шерсть отсутствует. Также это состояние может поражать в том числе людей. Облысение — это состояние, которое может поражать диких и содержащихся в неволе животных, однако это состояние, как правило, более заметно в неволе. Развитие алопеции у животных обычно является признаком основного заболевания. Некоторые животные могут быть генетически предрасположены к выпадению шерсти, а у некоторых это может быть вызвано гиперчувствительностью, пищевыми, стрессовыми и другими факторами. К ним относятся молуккские какаду, очковые медведи, ежи, енотов, белок, бабуинов и шимпанзе, поскольку они имеют 98 % общих генов человека. Другие, которые выборочно разводятся для облысения, включают кроликов, морских свинок, сирийских хомяков, мышей, крыс и кошек. В некоторых случаях обогащение окружающей среды использовалось для смягчения определённых форм поведения, вызывающих выпадение волос, способствуя улучшению состояния животных с алопецией.
Перистая алопеция собак чаще всего встречается у такс, но и у других, таких как чихуахуа, бостонские терьеры, уиппеты и Грейхаунд при определенных условиях может возникнуть данное заболевание. Некоторые кожные заболевания у животных также могут вызывать выпадение меха. Заболевания надпочечников у хорьков чрезвычайно распространены и являются наиболее частой причиной алопеции у этих зверей, обычно поражающей особей среднего возраста от трех до семи лет. Бактериальная пиодермия, трихофития и паразиты также могут вызывать это состояние. У кроликов дерматофития является основной причиной облысения у молодых особей, только что отнятых от груди. Дерматофития как причина алопеции также часто встречается у кошек, а у длинношерстных разновидностей возбудителем являются дерматофитные псевдомицетомы. Очаговая алопеция изучалась на мышах в лабораториях. У лошадей при контакте с человеком и из-за трения седла о гриву может выпадать шерсть.